# Schwarzeneck (Schwarzhofen)
Schwarzeneck ist ein Gemeindeteil der Gemeinde Schwarzhofen im Oberpfälzer Landkreis Schwandorf in Bayern.

## Geographische Lage
Das Dorf Schwarzeneck befindet sich ungefähr einen Kilometer südlich von Schwarzhofen auf dem Westufer der Schwarzach.

## Geschichte
Das Dorf Schwarzeneck (auch: Swartzeneck, Schwartzeneck, Schwarzenegkh, Schwarzeneckh, Schwarzenegg) entstand im 13. Jahrhundert bei der Burg Schwarzeneck.
Schwarzeneck wurde in Zusammenhang mit der Burg erstmals 1210 schriftlich erwähnt.
In der Zeit zwischen 1271 und 1471 wurden verschiedene Angehörige der Familie Zenger als Besitzer von Schwarzeneck genannt.
Im Herzogurbar von 1285 wurde Schwarzeneck als Burg aufgeführt.
Die Burg Schwarzeneck wurde vermutlich 1427 im Kampf des Tristram Zengers von Schwarzeneck gegen die Bayernherzöge Ernst und Wilhelm zerstört und später mit einem Bauernhof überbaut.
Im Amtsverzeichnis von 1622 erschien Schwarzeneck als Landsassengut dessen Inhaber die Erben von Leonhart Sonnleutner waren.
Das Steuerbuch von 1631 führte Schwarzeneck auf mit 2 Höfen, 4 Gütern, 3 Güteln, 1 Sölde, 2 Söldengüteln, 1 Hammergut, 3 Inwohner, darunter 1 Hütmann, 69 Rindern, 13 Schweinen, 6 Schafen, 3 Ziegen, 3 Bienenstöcken.
Bei der nächsten Aufzählung sind die Folgen des Dreißigjährigen Krieges erkennbar.
Im Steuerbuch von 1661 war Schwarzeneck verzeichnet mit 3 Höfen, davon 2 abgebrannt, 4 Gütern, davon 1 noch nicht erbaut und 1 abgebrannt, 1 Sölde, 2 Söldengüteln, 1 Häusel, 1 Hammergut, das Hammerwerk ist öd, das Hammerhaus wird vom Landsassen Wilhelm Fuchs und seiner Familie bewohnt, weil ihr Landsassenhaus abgebrannt ist, 21 Rindern, 3 Schweinen.
Das Amtsverzeichnis von 1748/49 nannte Schwarzeneck zusammen mit Prackendorf ein Landsassengut im Besitz von Johann Friedrich von Horneck mit 3 12/16 Höfen.
1783 wurde das Dorf und Schloss Schwarzeneck als Eigentum von Baron von Mosburg mit 3 13/32 Höfen, 26 Häusern und 138 Seelen verzeichnet.
Ende des 18. Jahrhunderts hatte Schwarzeneck 20 Anwesen.
Die Namen der Eigentümer waren:
Hermann, Schanderl, Wüntter, Stelzl, Kleixner, Riß, Graßmann, Reger, Erdtwich, Söldner, Mehrl, Wittmansperger, Pawlick, Güttl, Pronold, Pügerl, Gottmann, Zwack, Lehner, Krappmann.
1820 wurde Schwarzeneck eine patrimonialgerichtische Ruralgemeinde mit 23 Familien.
1946 wurde Schwarzeneck nach Schwarzhofen eingemeindet.

## Einwohnerentwicklung in Schwarzeneck ab 1838
| Jahr | Einwohner | Gebäude |
| ---- | --------- | ------- |
| 1838 | 201       | 23      |
| 1840 | 192       | k. A.   |
| 1861 | 184       | k. A.   |
| 1867 | 171       | k. A.   |
| 1871 | 166       | 29      |
| 1885 | 161       | 29      |
| 1890 | 158       | k. A.   |
| 1900 | 154       | 26      |
| 1913 | 146       | 27      |

| Jahr | Einwohner | Gebäude |
| ---- | --------- | ------- |
| 1919 | 144       | k. A.   |
| 1925 | 139       | 26      |
| 1933 | 150       | k. A.   |
| 1939 | 138       | k. A.   |
| 1950 | 174       | 28      |
| 1961 | 139       | 28      |
| 1970 | 133       | k. A.   |
| 1987 | 95        | 29      |
| 2011 | 70        | k. A.   |

## Bau- und Bodendenkmäler
- Mittelalterlicher Burgstall, Schwarzeneck 15, von einem Bauernhof überbaut, zugemauerter unterirdischer Gang erhalten.
- Ehemaliges Schloss Schwarzeneck, Schwarzeneck 23, erbaut um 1735.
- Ehemaliges Jägerhaus, Schwarzeneck 24, Walmdachbau aus dem 18. Jahrhundert.
- Ehemaliges Hammerwerk, ab 1772 Glasschleife und Polierwerk, Schwarzeneck 2, Satteldachbauten zu beiden Seiten des Werkkanals, im Kern 17. Jahrhundert.[20]